# Ludzie i gwiazdy
Ludzie i gwiazdy – antologia opowiadań science fiction, jak określono na stronie tytułowej „Krajów demokracji ludowej”, wydana w 1976 r. przez Wydawnictwo Poznańskie, pierwsza antologia w serii wydawniczej „SF”. Wybór zawiera utwory pisarzy z: Bułgarii, Czechosłowacji, NRD, Polski, Rumunii, Węgier i ZSRR. Autorami wyboru i przedmowy byli Czesław Chruszczewski i Jerzy Kaczmarek.
Antologia została przygotowana specjalnie na trzecią edycję Euroconu, który odbył się w 1976 r. w Poznaniu, zapoczątkowując serię antologii poszczególnych krajów bloku wschodniego. 

## Zawartość
- Dymitr Bilenkin – Ciśnienie życia
- Kirył Bułyczow – Chatka
- Czesław Chruszczewski – Drzewo Nie-Drzewo
- Vladimir Colin – W zamkniętym kręgu
- Jozsef Cserna – Przeszczep mózgu
- Gyula Fekete – Niszczyciele maszyn
- Konrad Fiałkowski – Szansa śmierci
- Gyula Hernádi – Sodoma i Gomora
- Ion Hobana – Ludzie i gwiazdy
- Stanisław Lem – Ananke
- Josef Nesvadba – Anioł sądu ostatecznego
- Rolf Schneider – Przymusowe lądowanie
- Swetosław Sławczew – Głos, który cię wzywa
- Arkadij i Borys Strugaccy – O wędrowcach i podróżnikach
- Aleksander Szalimow – Dziwny świat
- Paweł Weżinow – Błękitne motyle